# Droga wojewódzka nr 689
Droga wojewódzka nr 689 (DW689) – droga wojewódzka o długości ok. 49 km, łącząca Bielsk Podlaski z Grudkami.

## Historia numeracji
Na przestrzeni lat trasa posiadała różne oznaczenia i klasyfikacje:

| Numer | Kategoria                                             | Przebieg                                                                                           | Lata obowiązywania | Źródło | Uwagi |
| ----- | ----------------------------------------------------- | -------------------------------------------------------------------------------------------------- | ------------------ | --- | --- |
| 3/6   | droga państwowa                                       | Bielsk Podlaski – Hajnówka – Białowieża – granica województw białostockiego i poleskiego – Prużana | lata 30. – 1952    | Zygmunt Jaworski, Mapa samochodowa Polski (stan dróg) na rok 1939/1940 1:1 100 000, Tadeusz Musiał, 1939. Brak numerów stron w książce | • odnoga drogi państwowej nr 3 • od 1945 roku granica województw jest granicą państwową |
| ?     | droga drugorzędna (do 1975) droga państwowa (od 1975) | Bielsk Podlaski – Hajnówka – Białowieża – granica państwa                                          | 1952 – lata 70.    | - Mapa samochodowa Polski 1:1 000 , Warszawa: Państwowe Przedsiębiorstwo Wydawnictw Kartograficznych, 1962. Brak numerów stron w książce - Atlas samochodowy Polski 1:500 000. Wyd. IV. Warszawa: Państwowe Przedsiębiorstwo Wydawnictw Kartograficznych, 1965. Brak numerów stron w książce - Mapa samochodowa Polski 1:1 000 , wyd. trzecie, Warszawa: Państwowe Przedsiębiorstwo Wydawnictw Kartograficznych, 1975. Brak numerów stron w książce | • nieznana numeracja • kategoria na podstawie ówczesnych map i altasów drogowych • brak możliwości przekroczenia granicy |
| 7     | droga państwowa droga drugorzędna (po 1980)           | Bielsk Podlaski – Hajnówka – Białowieża – granica państwa                                          | lata 70. – 1985    | - Samochodowy atlas Polski 1:500 000. Wyd. V. Warszawa: Państwowe Przedsiębiorstwo Wydawnictw Kartograficznych, 1979. ISBN 83-7000-017-7. Brak numerów stron w książce - Samochodowy atlas Polski 1:500 000. Wyd. VI. Warszawa: Państwowe Przedsiębiorstwo Wydawnictw Kartograficznych, 1980. Brak numerów stron w książce - Samochodowy atlas Polski 1:500 000. Wyd. V. Warszawa: Państwowe Przedsiębiorstwo Wydawnictw Kartograficznych, 1979. Brak numerów stron w książce - Mapa samochodowa Polski 1:1 500 000, Załącznik do informatora samochodowo-motocyklowego – rocznik XXVIII, Warszawa: Państwowe Przedsiębiorstwo Wydawnictw Kartograficznych, 1983. Brak numerów stron w książce - Samochodowy atlas Polski 1:500 000. Wyd. IX. Warszawa: Państwowe Przedsiębiorstwo Wydawnictw Kartograficznych, 1984. Brak numerów stron w książce | kategoria na podstawie źródeł |
| 689   | droga krajowa (do 1999) droga wojewódzka (od 1999)    | (Zambrów – Wysokie Maz. – Brańsk –) Bielsk Podlaski – Hajnówka – Białowieża – granica państwa      | od 1985            | - Uchwała nr 192 Rady Ministrów z dnia 2 grudnia 1985 r. w sprawie zaliczenia dróg do kategorii dróg krajowych (M.P. z 1986 r. nr 3, poz. 16) - Mapa samochodowa Polski 1:750 000, wyd. czwarte, Warszawa/Wrocław: Państwowe Przedsiębiorstwo Wydawnictw Kartograficznych, 1987. Brak numerów stron w książce - Polska: Atlas samochodowy 1:300 000. Wyd. pierwsze. Warszawa: Polskie Przedsiębiorstwo Wydawnictw Kartograficznych, 1992. ISBN 83-7000-080-0. Brak numerów stron w książce - Polska: Mapa samochodowa 1:700 000, wyd. 1, Szczecin: Wydawnictwo Kartograficzne KOMPAS, 1996–1997, ISBN 83-904373-2-5. Brak numerów stron w książce - Polska: Mapa samochodowa 1:700 000, wyd. II Zmienione i poprawione, Szczecin: Wydawnictwo Kartograficzne KOMPAS, 1997–1998, ISBN 83-904373-3-3. Brak numerów stron w książce - Rozporządzenie Rady Ministrów z dnia 15 grudnia 1998 r. w sprawie ustalenia wykazu dróg krajowych i wojewódzkich (Dz.U. z 1998 r. nr 160, poz. 1071) - Polska 2016: Mapa samochodowa 1:700 000, wyd. XXVII, Dom Wydawniczy PWN, 2016, ISBN 978-83-7705-942-5. Brak numerów stron w książce | • droga była przystosowana do ruchu ciężkiego (dop. nacisk na oś do 10 ton), obecnie obowiązują ograniczenia • przejście graniczne tylko dla ruchu pieszych i rowerzystów, uruchomione w 2005 roku • dalszy odcinek drogi w kierunku Zambrowa został przemianowany w 2000 roku na drogę krajową nr 66 |

## Ważniejsze miejscowości leżące na DW689
- Bielsk Podlaski (DK19, DK66)
- Hajnówka (DW685)
- Białowieża – obwodnica
- Grudki – przejście graniczne z Białorusią

## Dopuszczalny nacisk na oś
Na całej długości drogi dopuszczalny jest ruch pojazdów o nacisku pojedynczej osi do 8 ton.